# Julian Seńkowski
Julian Seńkowski (ur. 20 czerwca 1862 we Lwowie, zm. 25 maja 1918) – generał major cesarskiej i królewskiej Armii.

## Życiorys
Urodził się 20 czerwca 1862 we Lwowie, w rodzinie księgowego. Ukończył Wyższą Szkołę Realną w rodzinnym Lwowie, a następnie Oddział Artylerii Technicznej Akademii Wojskowej w Wiedniu.
Został oficerem cesarskiej i królewskiej Armii. W stopniu pułkownika był komendantem Pułku Armat Polowych Nr 28 w Przemyślu. Sprawując to stanowisko, podczas I wojny światowej w marcu 1915 został odznaczony Orderem Korony Żelaznej III klasy z dekoracją wojenną w uznaniu mężnego i skutecznego zachowania się wobec nieprzyjaciela.
22 stycznia 1918 został mianowany generałem majorem ze starszeństwem z 1 listopada 1917.
Poległ 25 maja 1918 w Villa Enzo, w rejonie Wenecji.
Julian Seńkowski był żonaty z Marią z Pomianowskich, z którą miał syna Aleksandra (1897–1964).

## Odznaczenia[7]
- Kawaler Orderu Leopolda z mieczami i dekoracją wojenną
- Kawaler Orderu Korony Żelaznej III Klasy z mieczami i dekoracją wojenną
- Krzyż Zasługi Wojskowej z mieczami i dekoracją wojenną
- Krzyż Zasługi Wojskowej
- Brązowy Medal Zasługi Wojskowej na wstędze wojennej z mieczami
- Odznaka za Służbę Wojskową III Klasy
- Medal Jubileuszowy Pamiątkowy dla Sił Zbrojnych i Żandarmerii
- Krzyż Jubileuszowy Wojskowy
- Krzyż Pamiątkowy Mobilizacji 1912–1913